# Campeonato Mundial de Duatlón de Larga Distancia
El Campeonato Mundial de Duatlón de Larga Distancia es la máxima competición de duatlón de larga distancia. Es organizado desde 1997 por la Unión Internacional de Triatlón.

## Ediciones
| N.º   | Año  | Sede       | País           |
| ----- | ---- | ---------- | -------------- |
| I     | 1997 | Zofingen   | Suiza          |
| II    | 1998 | Zofingen   | Suiza          |
| III   | 1999 | Zofingen   | Suiza          |
| IV    | 2000 | Pretoria   | Sudáfrica      |
| V     | 2001 | Venray     | Países Bajos   |
| VI    | 2002 | Weyer      | Austria        |
| VII   | 2003 | Zofingen   | Suiza          |
| VIII  | 2004 | Fredericia | Dinamarca      |
| IX    | 2005 | Barcis     | Italia         |
| X     | 2006 | Fredericia | Dinamarca      |
| XI    | 2007 | Richmond   | Estados Unidos |
| XII   | 2008 | Geel       | Bélgica        |
| XIII  | 2011 | Zofingen   | Suiza          |
| XIV   | 2012 | Zofingen   | Suiza          |
| XV    | 2013 | Zofingen   | Suiza          |
| XVI   | 2014 | Zofingen   | Suiza          |
| XVII  | 2015 | Zofingen   | Suiza          |
| XVIII | 2016 | Zofingen   | Suiza          |
| XIX   | 2017 | Zofingen   | Suiza          |
| XX    | 2018 | Zofingen   | Suiza          |
| XXI   | 2019 | Zofingen   | Suiza          |
| XXII  | 2021 | Zofingen   | Suiza          |
| XXIII | 2022 | Zofingen   | Suiza          |
| XXIV  | 2023 | Zofingen   | Suiza          |
| XXV   | 2024 | Zofingen   | Suiza          |

## Palmarés

### Masculino
| N.º   | Año  | Sede                       | Oro                          | Plata                          | Bronce                         |
| ----- | ---- | -------------------------- | ---------------------------- | ------------------------------ | ------------------------------ |
| I     | 1997 | Zofingen · ( Suiza)        | Urs Dellsperger · Suiza      | Daniel Keller · Suiza          | Olivier Bernhard · Suiza       |
| II    | 1998 | Zofingen · ( Suiza)        | Olivier Bernhard · Suiza     | René Rovera Francia            | Pierre-Alain Frossard · Suiza  |
| III   | 1999 | Zofingen · ( Suiza)        | Olivier Bernhard · Suiza     | Daniel Keller · Suiza          | Félix Javier Martínez · España |
| IV    | 2000 | Pretoria ( Sudáfrica)      | Benny Vansteelant · Bélgica  | Félix Javier Martínez · España | Marino Vanhoenacker · Bélgica  |
| V     | 2001 | Venray · ( Países Bajos)   | Benny Vansteelant · Bélgica  | Félix Javier Martínez · España | Huub Maas · Países Bajos       |
| VI    | 2002 | Weyer · ( Austria)         | Huub Maas · Países Bajos     | Stefan Riesen · Suiza          | Jurgen Dereere · Bélgica       |
| VII   | 2003 | Zofingen · ( Suiza)        | Stefan Riesen · Suiza        | Benny Vansteelant · Bélgica    | Huub Maas · Países Bajos       |
| VIII  | 2004 | Fredericia ( Dinamarca)    | Greg Watson Estados Unidos   | Sergio Rodríguez · España      | Nico Huyberechts · Bélgica     |
| IX    | 2005 | Barcis · ( Italia)         | Benny Vansteelant · Bélgica  | Marcel Zamora · España         | Mark McKay Reino Unido         |
| X     | 2006 | Fredericia ( Dinamarca)    | Benny Vansteelant · Bélgica  | Koen Maris · Bélgica           | Joerie Vansteelant · Bélgica   |
| XI    | 2007 | Richmond ( Estados Unidos) | Joerie Vansteelant · Bélgica | Javier García Gómez · España   | Koen Maris · Bélgica           |
| XII   | 2008 | Geel · ( Bélgica)          | Joerie Vansteelant · Bélgica | Bart Aernouts · Bélgica        | Lino Barruncho Portugal        |
| XIII  | 2011 | Zofingen · ( Suiza)        | Joerie Vansteelant · Bélgica | Thibaut Humbert Francia        | Andy Sutz · Suiza              |
| XIV   | 2012 | Zofingen · ( Suiza)        | Joerie Vansteelant · Bélgica | Rob Woestenborghs · Bélgica    | Søren Bystrup Dinamarca        |
| XV    | 2013 | Zofingen · ( Suiza)        | Rob Woestenborghs · Bélgica  | Andre Moser · Suiza            | Michael Wetzel · Alemania      |
| XVI   | 2014 | Zofingen · ( Suiza)        | Gaël Le Bellec Francia       | Yannick Cadalen Francia        | Søren Bystrup Dinamarca        |
| XVII  | 2015 | Zofingen · ( Suiza)        | Gaël Le Bellec Francia       | Seppe Odeyn · Bélgica          | Søren Bystrup Dinamarca        |
| XVIII | 2016 | Zofingen · ( Suiza)        | Seppe Odeyn · Bélgica        | Felix Köhler · Alemania        | Søren Bystrup Dinamarca        |
| XIX   | 2017 | Zofingen · ( Suiza)        | Maxim Kuzmín · Rusia         | Seppe Odeyn · Bélgica          | Søren Bystrup Dinamarca        |
| XX    | 2018 | Zofingen · ( Suiza)        | Gaël Le Bellec Francia       | Yannick Cadalen Francia        | Felix Köhler · Alemania        |
| XXI   | 2019 | Zofingen · ( Suiza)        | Diego Van Looy · Bélgica     | Jens-Michael Gossauer · Suiza  | Daan de Groot · Países Bajos   |
| XXII  | 2021 | Zofingen · ( Suiza)        | Seppe Odeyn · Bélgica        | Jens-Michael Gossauer · Suiza  | Matthieu Bourgeois Francia     |
| XXIII | 2022 | Zofingen · ( Suiza)        | Matthieu Bourgeois Francia   | Fabian Holbach · Alemania      | Michael Ott · Suiza            |
| XXIV  | 2023 | Zofingen · ( Suiza)        | Simon Jørn Hansen Dinamarca  | Emile Blondel Francia          | Fabian Holbach · Alemania      |
| XXV   | 2024 | Zofingen · ( Suiza)        | Emile Blondel Francia        | Seppe Odeyn · Bélgica          | Jens-Michael Gossauer · Suiza  |

### Femenino
| N.º   | Año  | Sede                       | Oro                               | Plata                             | Bronce                             |
| ----- | ---- | -------------------------- | --------------------------------- | --------------------------------- | ---------------------------------- |
| I     | 1997 | Zofingen · ( Suiza)        | Natascha Badmann · Suiza          | Susanne Nedergaard · Países Bajos | Debbie Nelson Nueva Zelanda        |
| II    | 1998 | Zofingen · ( Suiza)        | Lori Bowden · Canadá              | Susanne Rufer · Suiza             | Debbie Nelson Nueva Zelanda        |
| III   | 1999 | Zofingen · ( Suiza)        | Debbie Nelson Nueva Zelanda       | Alena Peterková · República Checa | Ariane Gutknecht · Suiza           |
| IV    | 2000 | Pretoria ( Sudáfrica)      | Edwige Pitel Francia              | Dolorita Fuchs-Gerber · Suiza     | Irma Heeren · Países Bajos         |
| V     | 2001 | Venray · ( Países Bajos)   | Karin Thürig · Suiza              | Erika Csomor · Hungría            | Christiane Soeder · Alemania       |
| VI    | 2002 | Weyer · ( Austria)         | Karin Thürig · Suiza              | Edwige Pitel Francia              | Lenka Ilavská · Eslovaquia         |
| VII   | 2003 | Zofingen · ( Suiza)        | Fiona Docherty Nueva Zelanda      | Erika Csomor · Hungría            | Bella Comerford Reino Unido        |
| VIII  | 2004 | Fredericia ( Dinamarca)    | Ulrike Schwalbe · Alemania        | Yvonne van Vlerken · Países Bajos | Erika Csomor · Hungría             |
| IX    | 2005 | Barcis · ( Italia)         | Erika Csomor · Hungría            | Ulrike Schwalbe · Alemania        | Annie Emmerson Reino Unido         |
| X     | 2006 | Fredericia ( Dinamarca)    | Yvonne van Vlerken · Países Bajos | Catriona Morrison Reino Unido     | Andrea Ratkovic Estados Unidos     |
| XI    | 2007 | Richmond ( Estados Unidos) | Catriona Morrison Reino Unido     | Michelle Lee Reino Unido          | Yvonne van Vlerken · Países Bajos  |
| XII   | 2008 | Geel · ( Bélgica)          | Catriona Morrison Reino Unido     | Mariska Kramer · Países Bajos     | Ulrike Schwalbe · Alemania         |
| XIII  | 2011 | Zofingen · ( Suiza)        | Melanie Burke Nueva Zelanda       | Eva Nyström · Suecia              | Erika Csomor · Hungría             |
| XIV   | 2012 | Zofingen · ( Suiza)        | Eva Nyström · Suecia              | Lucy Gossage Reino Unido          | May Kerstens · Países Bajos        |
| XV    | 2013 | Zofingen · ( Suiza)        | Eva Nyström · Suecia              | Julia Viellehner · Alemania       | Ruth Brennan Morrey Estados Unidos |
| XVI   | 2014 | Zofingen · ( Suiza)        | Emma Pooley Reino Unido           | Eva Nyström · Suecia              | Laura Hrebec · Suiza               |
| XVII  | 2015 | Zofingen · ( Suiza)        | Emma Pooley Reino Unido           | Julia Viellehner · Alemania       | Susanne Svendsen Dinamarca         |
| XVIII | 2016 | Zofingen · ( Suiza)        | Emma Pooley Reino Unido           | Nina Brenn · Suiza                | Susanne Svendsen Dinamarca         |
| XIX   | 2017 | Zofingen · ( Suiza)        | Emma Pooley Reino Unido           | Miriam van Reijen · Países Bajos  | Katrin Esefeld · Alemania          |
| XX    | 2018 | Zofingen · ( Suiza)        | Petra Eggenschwiler · Suiza       | Melanie Maurer · Suiza            | Antonina Reznikov Israel           |
| XXI   | 2019 | Zofingen · ( Suiza)        | Nina Zoller · Suiza               | Melanie Maurer · Suiza            | Corina Hengartner · Suiza          |
| XXII  | 2021 | Zofingen · ( Suiza)        | Merle Brunnée · Alemania          | Nikola Corbova · Eslovaquia       | Sarah Noemi Frieden · Suiza        |
| XXIII | 2022 | Zofingen · ( Suiza)        | Melanie Maurer · Suiza            | Lotte Claes · Bélgica             | Merle Brunnée · Alemania           |
| XXIV  | 2023 | Zofingen · ( Suiza)        | Merle Brunnée · Alemania          | Melanie Maurer · Suiza            | Lotte Claes · Bélgica              |
| XXV   | 2024 | Zofingen · ( Suiza)        | Merle Brunnée · Alemania          | Maja Betz · Alemania              | Nelly Rassmann · Alemania          |

## Medallero histórico
- Actualizado hasta Zofingen 2024 (prueba élite individual).[1]

| Núm. | País            | Oro | Plata | Bronce | Total |
| ---- | --------------- | --- | ----- | ------ | ----- |
| 1    | Bélgica         | 12  | 8     | 6      | 26    |
| 2    | Suiza           | 10  | 12    | 9      | 31    |
| 3    | Francia         | 6   | 6     | 1      | 13    |
| 4    | Reino Unido     | 6   | 3     | 3      | 12    |
| 5    | Alemania        | 4   | 6     | 8      | 18    |
| 6    | Nueva Zelanda   | 3   | 0     | 2      | 5     |
| 7    | Países Bajos    | 2   | 4     | 6      | 12    |
| 8    | Suecia          | 2   | 2     | 0      | 4     |
| 9    | Hungría         | 1   | 2     | 2      | 5     |
| 10   | Dinamarca       | 1   | 0     | 7      | 8     |
| 11   | Estados Unidos  | 1   | 0     | 2      | 3     |
| 12   | Canadá          | 1   | 0     | 0      | 1     |
| 12   | Rusia           | 1   | 0     | 0      | 1     |
| 14   | España          | 0   | 5     | 1      | 6     |
| 15   | Eslovaquia      | 0   | 1     | 1      | 2     |
| 16   | República Checa | 0   | 1     | 0      | 1     |
| 17   | Israel          | 0   | 0     | 1      | 1     |
| 17   | Portugal        | 0   | 0     | 1      | 1     |
|      | TOTAL           | 48  | 48    | 48     | 144   |